# 8890 Montaigne
8890 Montaigne è un asteroide della fascia principale. Scoperto nel 1994, presenta un'orbita caratterizzata da un semiasse maggiore pari a 3,1537880 UA e da un'eccentricità di 0,1589325, inclinata di 0,84422° rispetto all'eclittica.
È dedicato al filosofo francese Michel de Montaigne.